# Bund Neuland
Der Bund Neuland ist ein österreichischer Verein, der 1919 als „Christlich-deutscher Studentenbund“ von Karl Rudolf und Michael Pfliegler gegründet wurde. Er ging aus der katholischen Jugendbewegung hervor.

## Geschichte
Ein Gründungsanlass war der Kampf gegen die Säkularisierung. Organ des Bundes war die Zeitschrift Neue Jugend, die Karl Rudolf ins Leben rief. Der Bund hatte entscheidenden Anteil an der liturgischen Bewegung in Österreich.
Der Bund Neuland erklärte als erster katholischer Verein die Unvereinbarkeit der Mitgliedschaft im Neuland mit dem Nationalsozialismus und löste sich 1938 beim Anschluss Österreichs selbst auf.
Der Bund Neuland wurde 1948 von ehemaligen Mitgliedern des „Bundes katholischer Jugendbewegung-Neuland“ wiedergegründet.

## Wirkung
Viele bekannte Persönlichkeiten aus diesem Verein haben das Leben in Österreich nach dem Zweiten Weltkrieg mitgeprägt, so beispielsweise Kardinal Franz König, Monsignore Otto Mauer, der Pfarrer von Hetzendorf Joseph Ernst Mayer, Otto Schulmeister, Felix Hurdes, Ida Friederike Görres, Albert Höfer, Lois Weinberger und der Salzburger Landeshauptmann Hans Lechner. „Neuländer“ spielten eine wesentliche Rolle bei der kulturpolitischen Neuorientierung der katholischen Kirche in Sachen moderner Kunst und Architektur.
Neulandschulen:
- Wien Döbling Neulandschule Grinzing
- Wien Favoriten Neulandschule Laaerberg
- Wien Favoriten Neulandschule Alxingergasse

## Bekannte Neuländer
- Placidus Wolf (1912–1985), Abt der Abtei Seckau
- Mirjam Prager (1906–1987), Abtei St. Gabriel
- Hans Asperger (1906–1980), Kinderarzt und Heilpädagoge[1]